# Иван Сирко
Ива̀н Дмѝтрович Сирко̀ (Сѣрко, на украински: Іван Дмитрович Сірко) е най-известният казашки атаман и предводител на запорожките казаци след Богдан Хмелницки.
Като украински военен и политически деец е единственият атаман, избиран 8 пъти подред за командващ Запорожката войска. Под негово предводителство казаците водят от 1659 до 1680 г. 244 битки без нито една загуба (уникален случай в световната история и военното дело). Според украинската митология е бил „характерник“ – думата означава човек надарен с магически сили, лечител и духовен наставник.
Счита се че израза „Робите не ги пускат в рая – укр. Рабiв до раю не пускають“ е негов .

## Биография
Участва във въстанието на казаците, оглавено от Богдан Хмелницки срещу Жеч Посполита. Включва се активно и във военните кампании срещу Османската империя и Кримското ханство.
През 1654 г., като полковник, отказва да положи клетва за вярност към руския цар, оттегляйки се в Запорожието, но по-късно променя мнението си и става привърженик на руския цар.
В годините 1658 – 1660 г. е Виницки полковник.
Иван Сирко е своенравен атаман, менящ често политическите си позиции. От 1663 г. насетне е многократно избиран и преизбиран за върховен атаман на Запорожката Сеч, печелейки серия блестящи победи над силите на Кримското ханство, поляците и Пьотър Дорошенко. Един от вдъхновителите на антиполското въстание в Крайбрежна Украйна през 1664 г.
През 1667 – 1668 е пълководец на Харковския свободен полк.
През 1668 минава на страната на Дорошенко, опълчвайки се срещу украинските градове, боляри и войводи, но през 1670 къса с него, след което нанася няколко поражения на доскорошните си съюзници.
През 1672, надявайки се отново да стане атаман, оглавява опозицията срещу кандидатурата на казашкия лидер Иван Самойлович, за което е заточен в Тоболск, но скоро се връща в Украйна.
През 1670-те години организира серия успешни кампании срещу Кримското ханство.

## Иван Сирко в творчеството
Легендарната фигура на Иван Сирко е свързана със знаменателното от 1676 г. писмо на запорожките казаци до турския султан Мехмед IV, която сцена при написването му е увековечена в една от най-известните картини на Иля Репин – „Запорожките казаци пишат писмо на турския султан“.
Погребан е в гроб в Чертомлицка Сеч (днес: село Капуловка в Никополски район на Днепропетровска област). От съпругата си Анна има 4 деца: синове Петър и Роман и 2 дъщери.